# Білоус В'ячеслав Олександрович
В'ячеслав Олександрович Білоус (нар. 15 жовтня 1953, м. Васильків,  Київська область, Українська РСР,  СРСР) — український військовик та політик, народний депутат України 2-го скликання (1994—1998), полковник у відставці, голова Спілки офіцерів України (1994—1998) та (17.03.2005—24.11.2012), почесний голова Спілки офіцерів України. Державний службовець 1-го рангу.

## Життєпис

### Освіта
Має чотири вищі освіти: у 1975 р. закінчив Полтавське вище зенітне ракетне командне училище за фахом «інженер радіотехнічних засобів»; у 1994 р. — історичний факультет Полтавського педагогічного інституту за фахом  «історик»; у 2003 р. — юридичний факультет Київського національного університету ім. Тараса Шевченка за фахом «юрист»; у 2008 р. здобув ступінь магістра управління суспільним розвитком у Національній академії державного управління при Президентові України.

### Хронологія служби і роботи
У 1971−1999 рр. — служба у Збройних Силах СРСР та України, зокрема, з 1975 по 1982 рік проходив службу у Туркестанському військовому окрузі, з 1987 по 1989 рік – у Московському військовому окрузі, з 1989 по 1992 рік працював у Полтавському вищому зенітному ракетному командному училищі.
У 1992−1994 рр. — Комітет соціально-правового захисту військовослужбовців при Кабінеті Міністрів України.
У 1994−1998 рр. — народний депутат України, член Комітету Верховної Ради України з питань оборони та державної безпеки.
У 1999−2000 рр. — помічник-консультант народного депутата України.
У 2000—2004 рр. — начальник відділу захисту прав військовослужбовців та членів їх сімей Секретаріату Уповноваженого Верховної Ради України з прав людини.
У 2004—2005 р. — довірена особа Віктора Ющенка на виборах Президента України.
У 2005—2006 р. — голова Васильківської РДА Київської області.

### Громадська діяльність
В'ячеслав Олександрович Білоус — активний громадський діяч, зокрема в Спілці офіцерів України: 1991—1994 рр. — голова Полтавської обласної організації Спілки офіцерів України.
1994—1998 рр. — голова Спілки офіцерів України.
1998—2000 рр. — перший заступник голови Спілки офіцерів України.
З 17.03.2005  по 24.11.2012 рр. — голова Спілки офіцерів України.

## Нагороди
Нагороджений орденом «За заслуги» III ст.